# Tali (Kína)
Tali, vagy más néven Dali, Tali Paj Autonóm Prefektúra megye szintű székhelye, Jünnan tartomány északnyugati részén. Tali város nem egyszerűen egy várost jelöl, hanem egy megye méretű területet, amelyet adminisztrációs okokból neveznek városnak. A Taliba történő áruforgalom általában a szintén „Tali” névre hallgató modern városba szokott érkezni, amelyet emiatt inkább a korábbi nevével (Hsziakuan) szoktak megkülönböztetni. A turisták Tali város alatt elsősorban az óvárost értik, amely a modern várostól mintegy egy órára található. Az óváros Jünnan egyik legnépszerűbb turisztikai célpontja, amelyet természeti szépségéért, történelmi és kulturális örökségeiért, és az aktív éjszakai életéért szoktak felkeresni a látogatók.

## Története

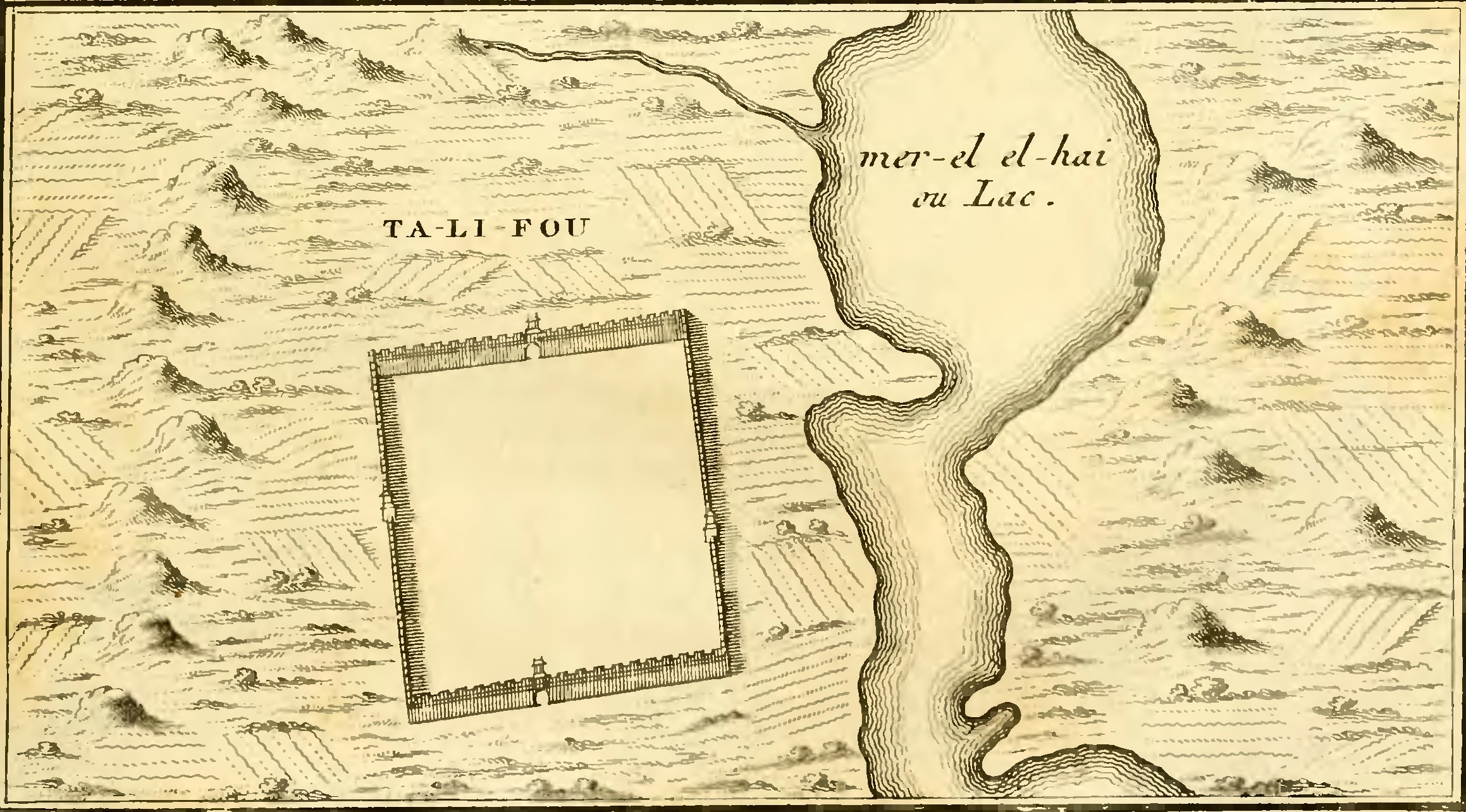
Tali város alaprajza 1736-ból – Du Halde, francia sinológus könyvében

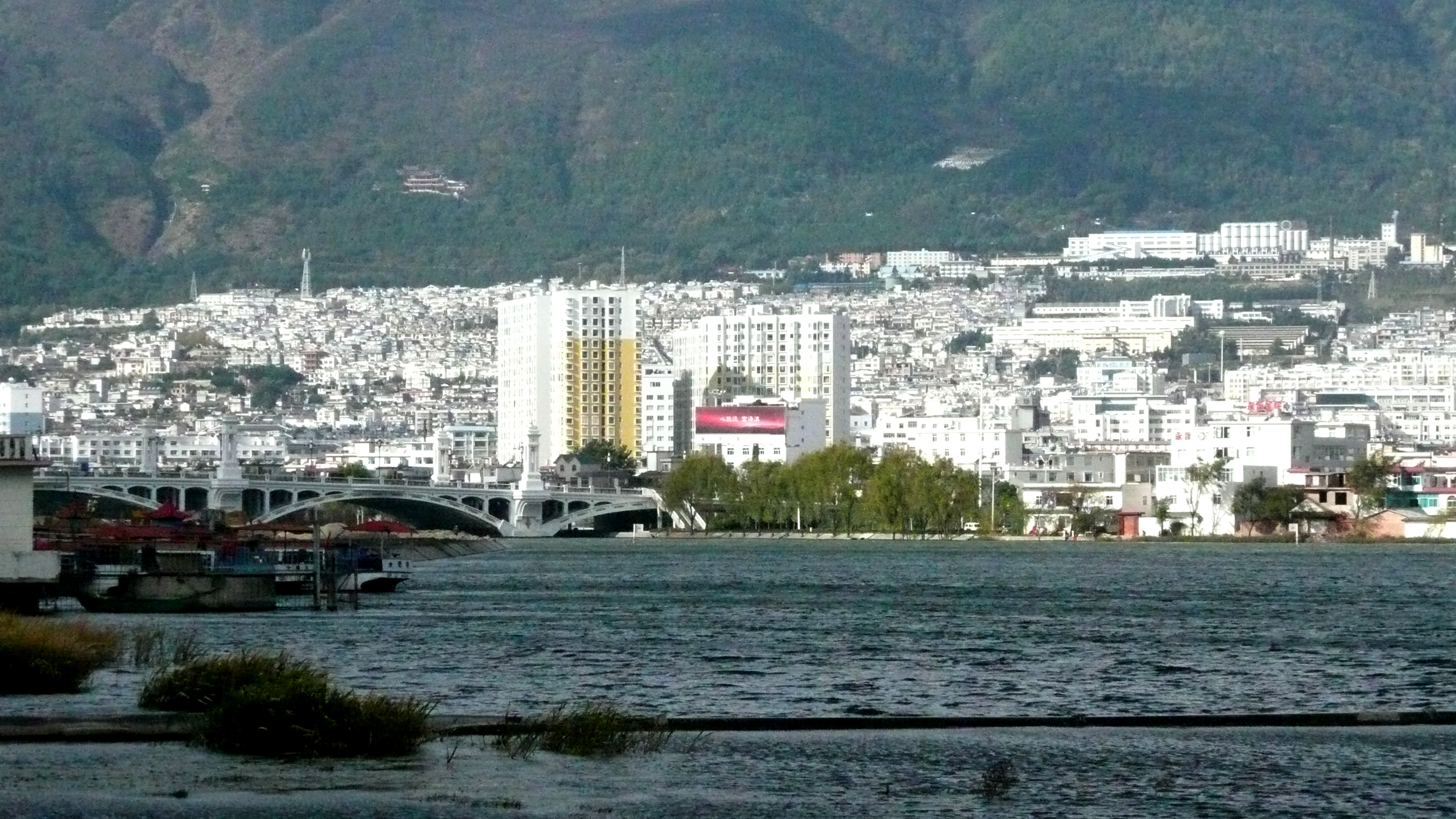
A mondern Tali (Hsziakuan), a vidéki megye nagy, ipari településrésze, gazdasági, közigazgatási és közlekedési központja

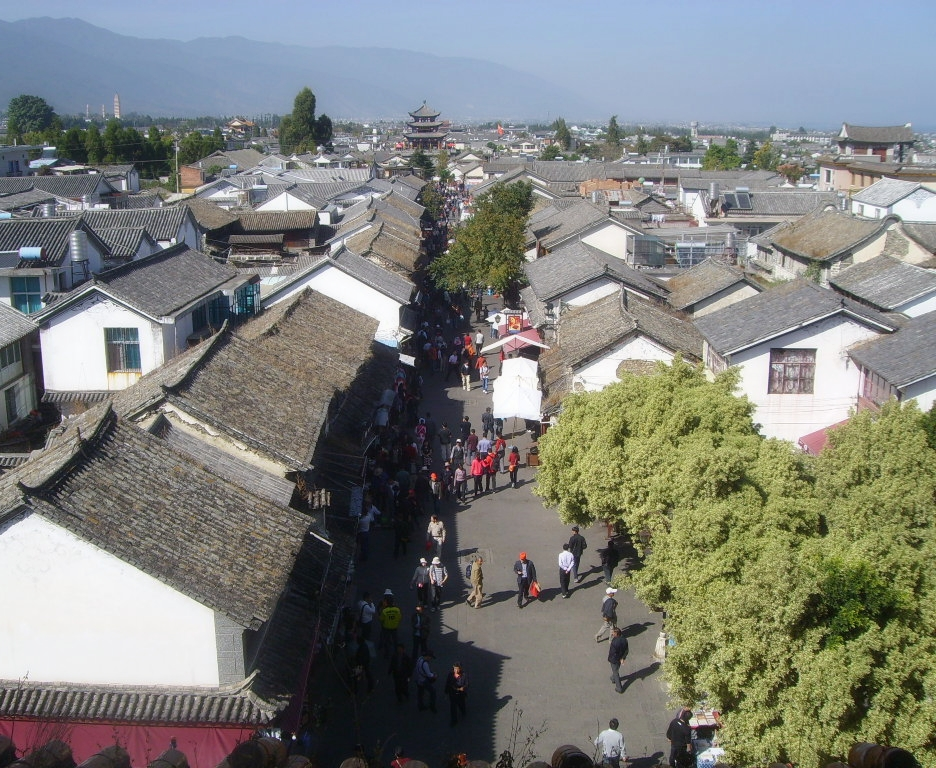
Tali óváros a Csong-sen pagoda és a Cang-san (hegy)

Tali területének korábbi neve Csümie (Jūmiē) (苴咩). Az óváros a paj nemzet királyságának (8-9. század) és a Tali királyság (937–1253) fővárosa volt. A várost lerombolták és az összes hivatalos iratot megsemmisítették a mongol kínai Jüan-dinasztia idején a 14. században. Ezután szervezte át a jelenlegi óvárost a Ming-dinasztia uralkodója, Hong-vu császár. A Jüan és a Ming korban a terület erőteljes muszlim hatásnak volt kitéve (huj emberek), majd a 19. században (1856–1863) a panthay felkelés központja volt a Csing uralommal szemben. 1925-ben egy 7-es erősségűre becsült földrengés okozott súlyos károkat a városban.
A 20. században a vasúti majd a légi közlekedés lehetővé tette a terület (főleg Tali óváros) dinamikus turisztikai fejlődését. Ma már az óváros Kína egyik hivatalos turisztikai városa és a szomszédos Licsiang várossal együtt, az egyik legnépszerűbb úticél. Az óváros állapotának megőrzése érdekében az ipari fejlesztéseket Hsziakuan területére korlátozták, illetve az új építésű házak csak a szigorú szabályoknak megfelelő hagyományos, kínai stílusban épülhetnek, cserepes tetővel, tégla falakkal és vakolattal.

## Földrajza
Tali város Jünnan tartomány fővárosától, Kunmingtól északnyugatra helyezkedik el, attól mintegy 40 percre repülővel, illetve 7 órára vonattal. Tali egy 2000 méter magasságban található hatalmas fennsíkon fekszik a Cang-hegység láncolata és az Erhaj-tó között. Eredetileg a paj és a ji kisebbség településének számított. Tali ma a Tali Paj Autonóm Prefektúra székhelye.

## Látnivalók

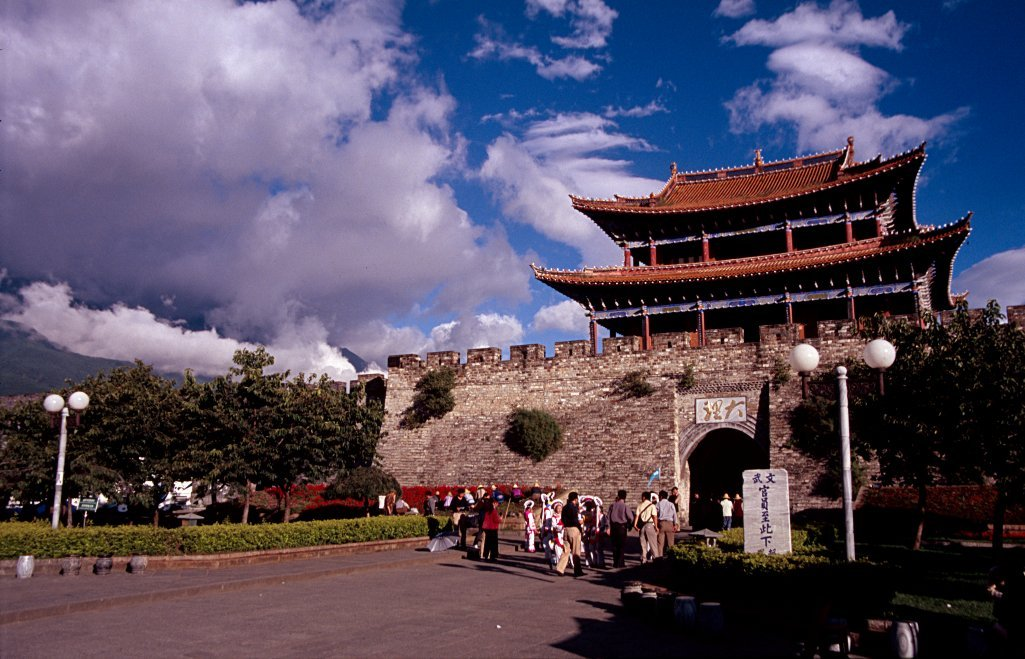
Tali óvárosának déli kapuja

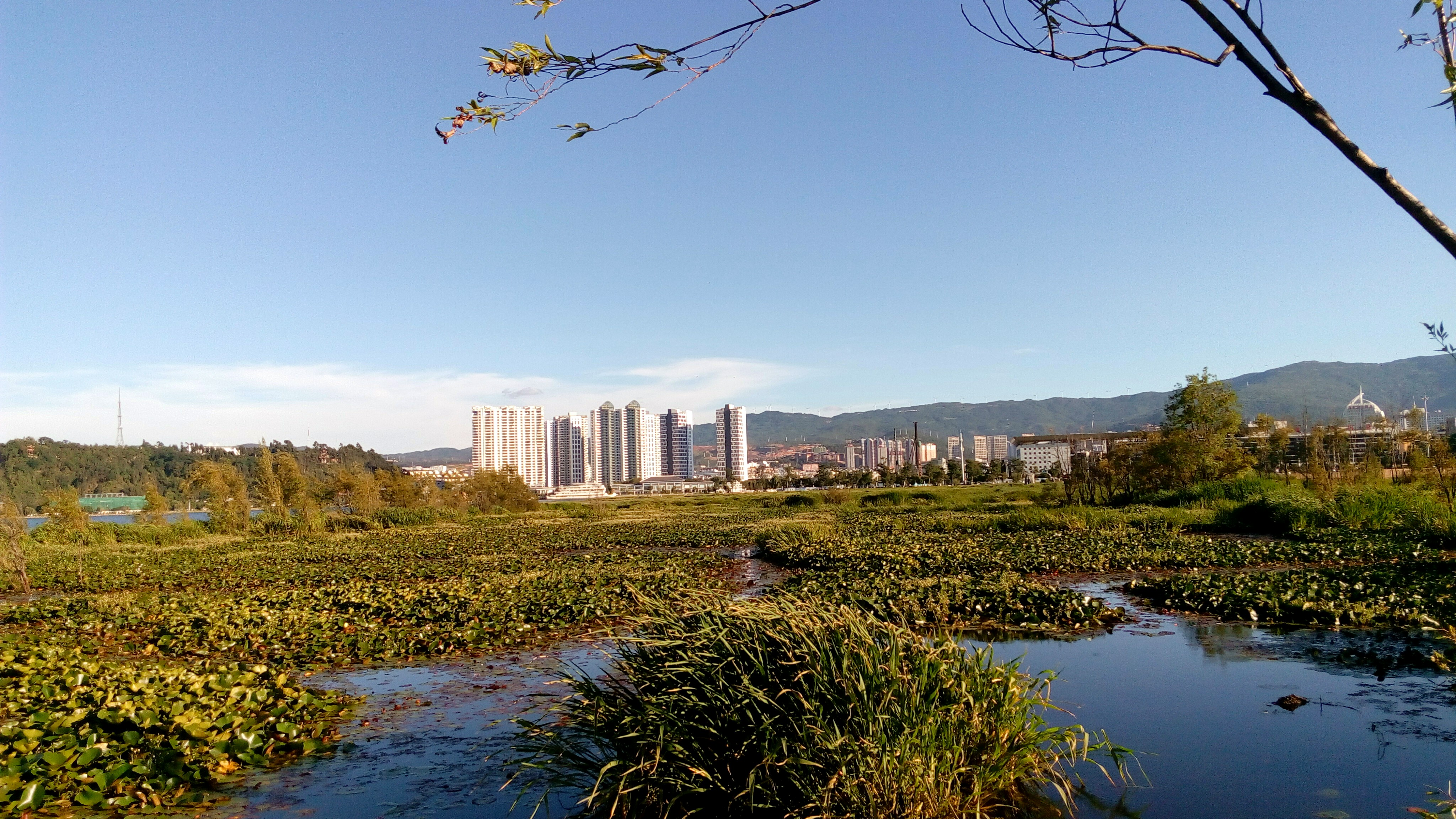
A háttérben Tali, előtte az Erhaj-tó

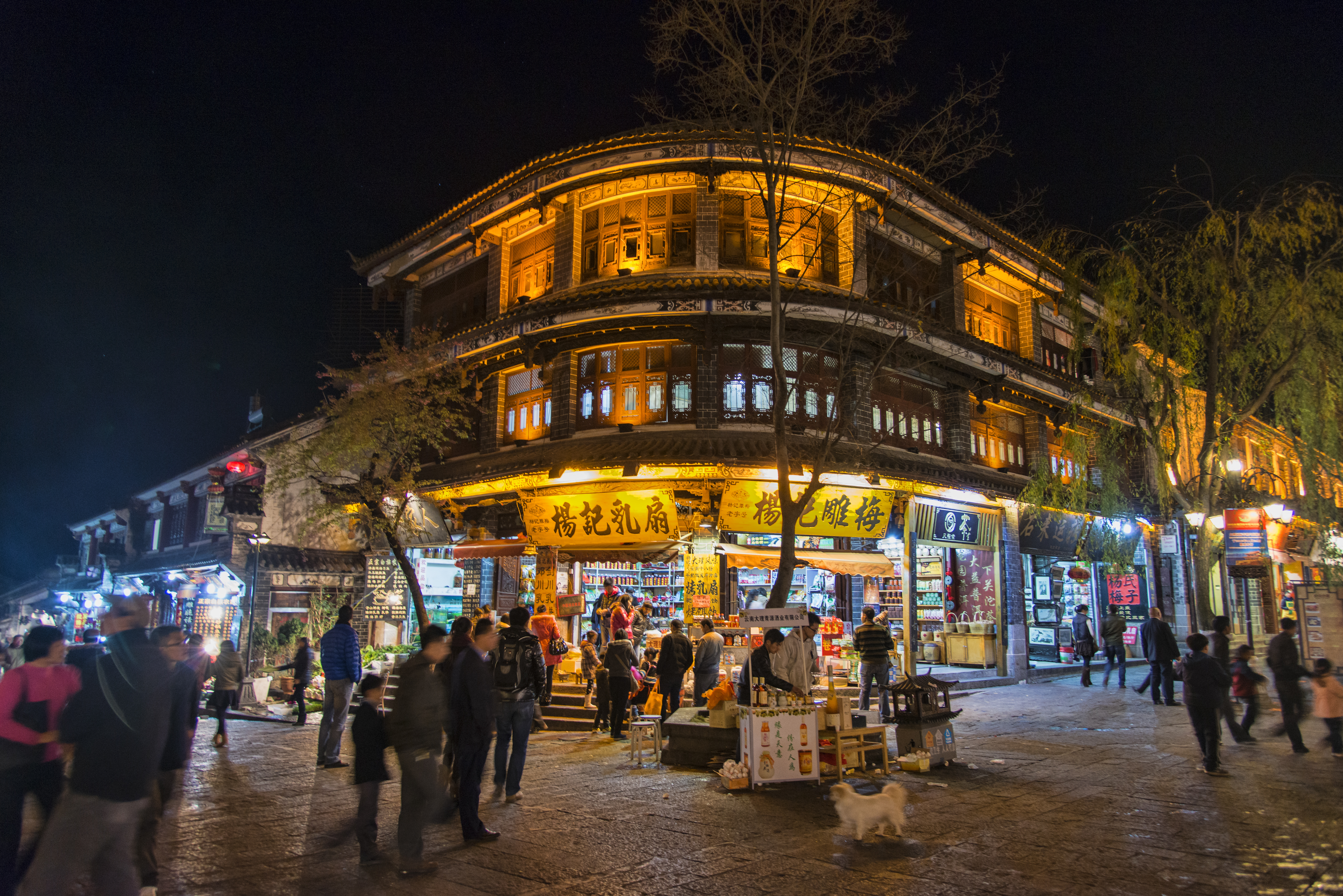
Az óváros boltjai éjszaka

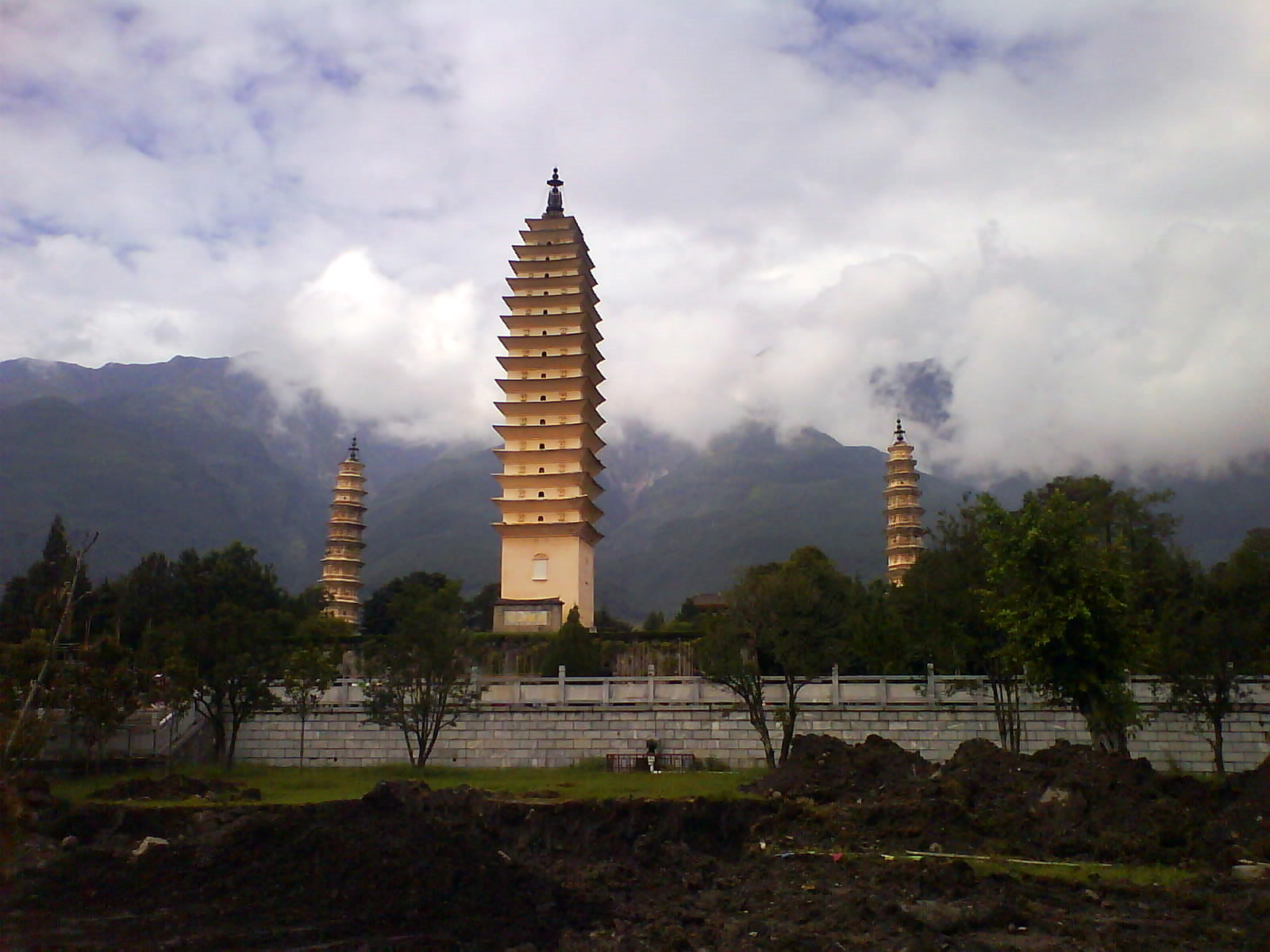
A Csong Seng templom három pagodája

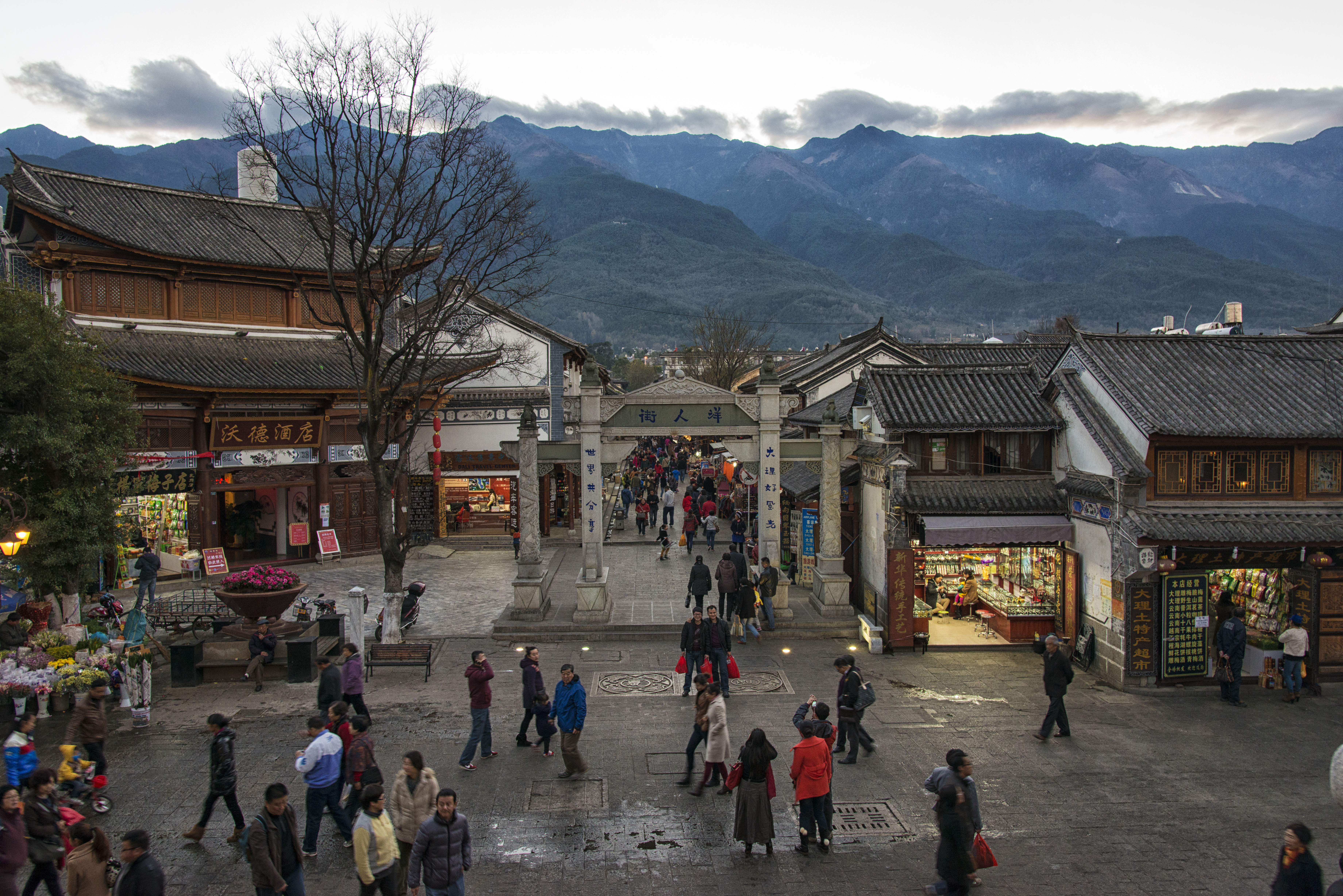
Esti tömeg az óvárosban

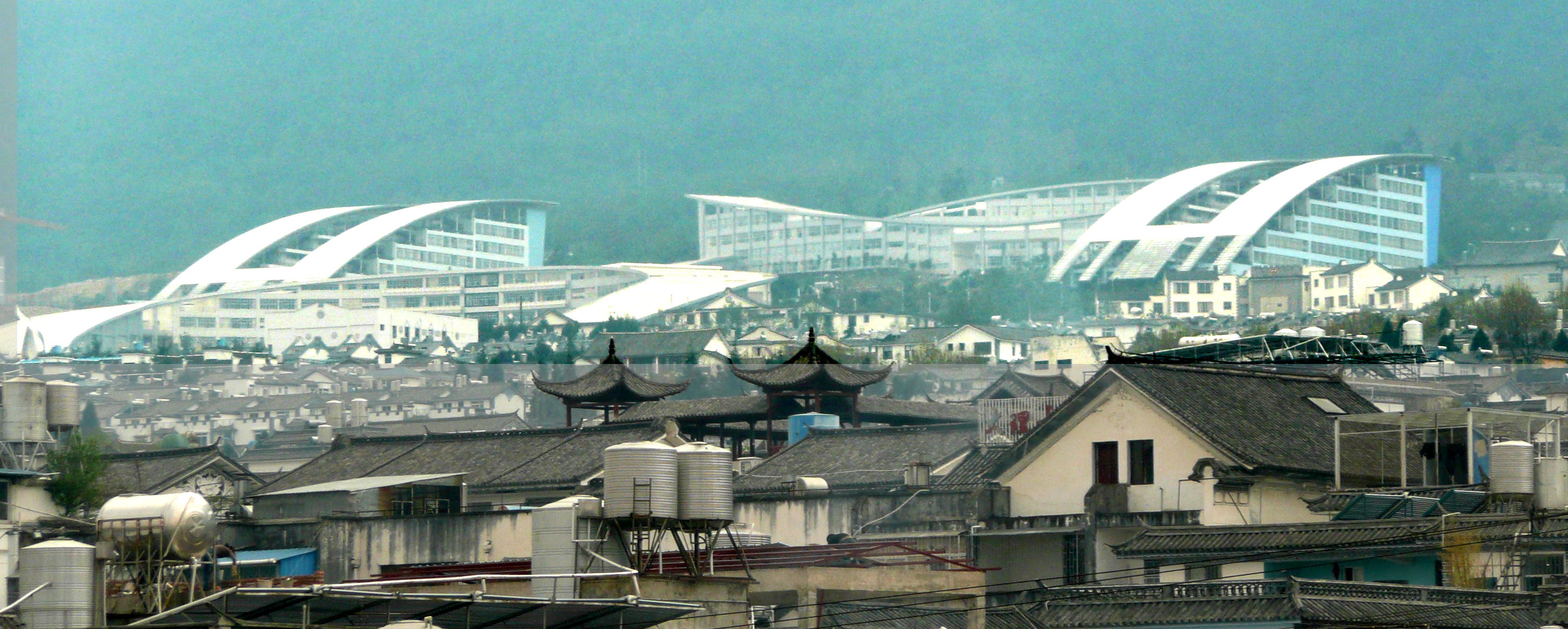
A Tali Egyetem modern épületei

Tali Jünnan legnépszerűbb turisztikai úticélja. Az itteni látnivalók közé tartoznak:
- Tali múzeum
- Csong Seng templom
  - A rézesős Kuanjin palotája (1999-ben felújítva)
  - Nancsao Csiancsi nagyharangja (1997-ben újraöntve)
  - Három pagoda
- Félistenek és félördögök filmváros
- Hszicsou: történelmi város, amely híres építészetéről és famunkáiról
- Sahszi: a historical town in Jianchuan County on the ancient tea route
- Suang lang: halászfalu a tó túloldalán, ma elsősorban turistalátványosság
- Cang-hegy: az óvárostól és a Három pagodától nyugatra
- Kubiláj mongol nagykán emlékműve Jünnan elfoglalásáért (元世祖平云南碑), egy kőteknős hátán a Szan-jüe úton (三月街), a Cang-hegy lábánál.[6]

## Gazdaság
A helyi gazdaság főleg a turizmusra épül, illetve az ehhez kapcsolódó szolgáltatásokra. Történelmi tekintetben, Tali képes volt ellenőrzés alatt tartani az India és Kína közötti kereskedelmet, illetve hatalmas hírnévre tett szert a Hszicsou (Xǐzhōu) (喜州) városi famunkák és a kiváló minőségű márvány, amelyet építkezésre és díszítésre is használtak. Mindezt alátámasztja az a tény is, hogy kínaiul a márványt úgy mondják, hogy „Tali kő” (大理石, tali si).
Létezik egy helyi tea is.

## Közlekedés

### Helyi tömegközlekedés
A helyi tömegközlekedés modern, jól kiépült buszhálózattal, taxis forgalommal, bicikliutakkal, és hajózással az Erhaj-tavon. A helyi 4-es és 8-as buszokkal lehet eljutni Hsziakuanból a óvárosba, mintegy 1 órás úttal.

### Légi közlekedés
A Tali repülőtér (DLU) belföldi reptér mintegy 13 km-re Hsziakuantól. Taxival 60 RMB Hsziakuan és 90 RMB az óváros. Légi úton elérhető Kunming (20 perc), Hszisuangpanna (25 perc), Csungking (70 perc), Csengtu (80 perc), Sanghaj, Peking, Sencsen, Kanton és Kujjüan.

### Úthálózat
Taliból Kunmingba a G56-os főúton lehet eljutni, amely elvezet egészen a burmai határig. A G5611-es főút vezet Licsiangba. Az óvárosba a 214-es számú főút vezet, ezen lehet eljutni az Erhaj-tó északi részére is. Déli irányba ez elér a burmai határnál lévő Menghaj megyéig.
Az óváros nyugati kapujától távolsági buszjáratok indulnak Kunmingba (mintegy 4 és negyed óra), Licsiangba és Sangrila városba. Hétfőnként indulnak járatok Saping faluba is, amelynek népszerű a piaca.

### Vasút
Taliból Hsziakuannon keresztül lehet vasúttal Kunmingba vagy Licsiangba eljutni. Kunmingba általában naponta egy, éjszakánként két vonat indul, amelyekben hálókabinok vannak. A jünnani vasúthálózat kiszélesedésével, elérhetővé fog válni vasúttal Sangrila város és Rujli is.
Taliból naponta kb 40 vonat indul oda-vissza Kunmingba, a bullet train a kb. 350 km-t 2,5 - 3 óra alatt teszi meg.

## Éghajlata
Déli földrajzi elhelyezkedése és 2000 méterrel a tengerszint feletti fekvése következtében szubtrópusi magasföldi éghajlata van (Köppen éghajlati osztályozása szerint: cwb), rövid, enyhe, száraz telekkel, és meleg, esős nyarakkal. Télen fagy lehetséges, azonban napközben a hőmérséklet általában felmelegszik 15 °C fölé. Nyáron a napok többségében esik és a hőmérséklet csúcsértéke 24 °C körül alakul. A csapadék túlnyomó többsége június és október között esik.
| Hónap                         | Jan. | Feb. | Már. | Ápr. | Máj. | Jún. | Júl. | Aug. | Szep. | Okt. | Nov. | Dec. | Év   |
| ----------------------------- | ---- | ---- | ---- | ---- | ---- | ---- | ---- | ---- | ----- | ---- | ---- | ---- | ---- |
| Rekord max. hőmérséklet (°C)  | 23,3 | 23,5 | 26,2 | 29,5 | 31,4 | 31,6 | 29,3 | 28,7 | 28,8  | 27,1 | 24,4 | 24,5 | 31,6 |
| Átlagos max. hőmérséklet (°C) | 15,3 | 16,7 | 19,7 | 22,5 | 24,8 | 25,0 | 24,4 | 24,3 | 23,3  | 21,2 | 18,1 | 15,8 | 20,9 |
| Átlaghőmérséklet (°C)         | 8,2  | 10,2 | 13,1 | 15,8 | 18,7 | 20,2 | 19,9 | 19,2 | 17,8  | 15,4 | 11,4 | 8,1  | 14,9 |
| Átlagos min. hőmérséklet (°C) | 2,2  | 3,9  | 6,7  | 9,5  | 13,1 | 16,4 | 16,7 | 15,8 | 14,4  | 11,6 | 6,8  | 2,8  | 10,0 |
| Rekord min. hőmérséklet (°C)  | −3,7 | −2,6 | −2,4 | 1,0  | 5,6  | 8,5  | 11,8 | 10,5 | 6,1   | 4,2  | 0,1  | −4,2 | −4,2 |
| Átl. csapadékmennyiség (mm)   | 20   | 28   | 42   | 25   | 62   | 165  | 186  | 209  | 168   | 96   | 41   | 11   | 1051 |
| Forrás: Weather China         |      |      |      |      |      |      |      |      |       |      |      |      |      |

## Galéria

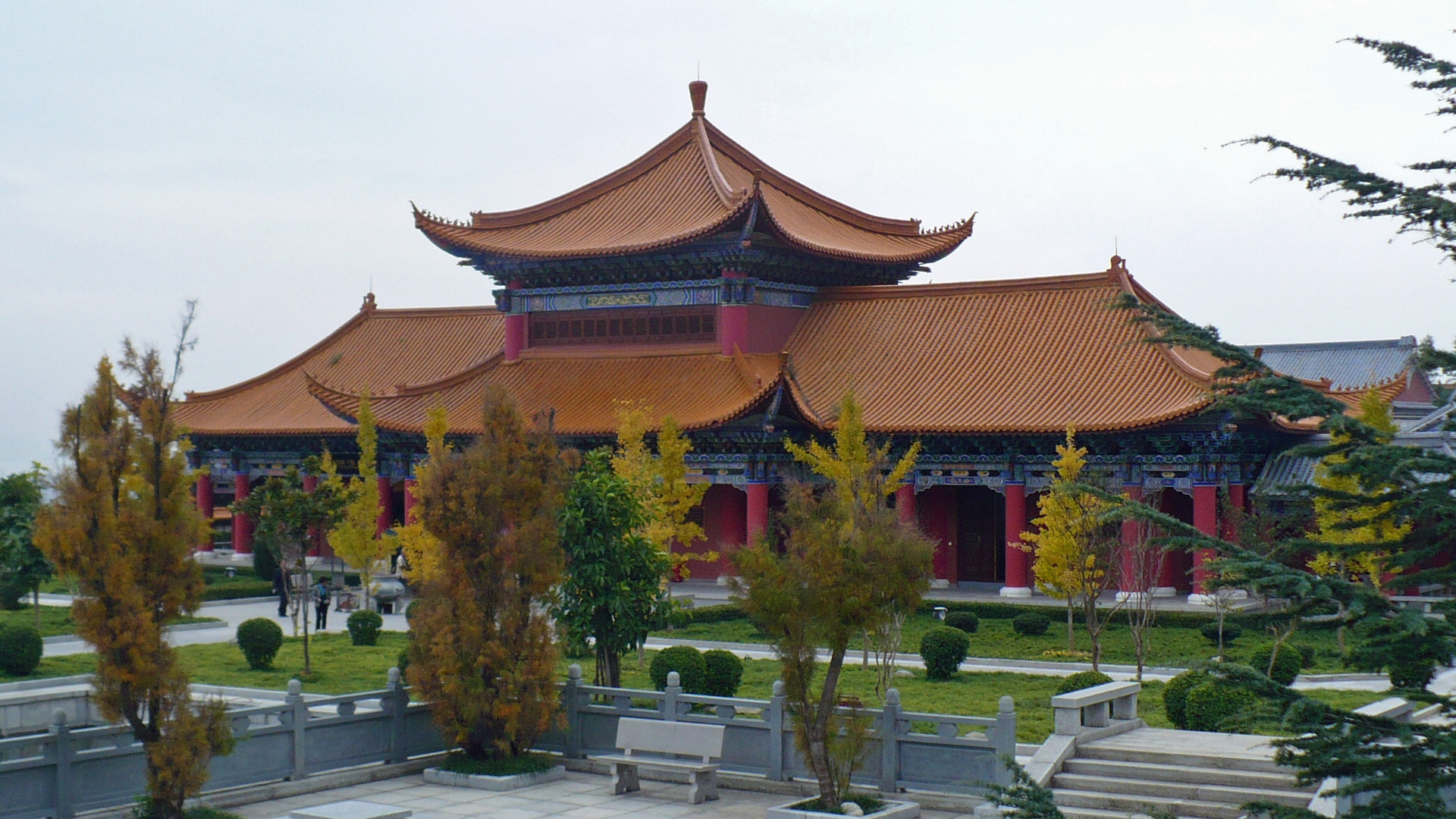
A Csong Sen templom
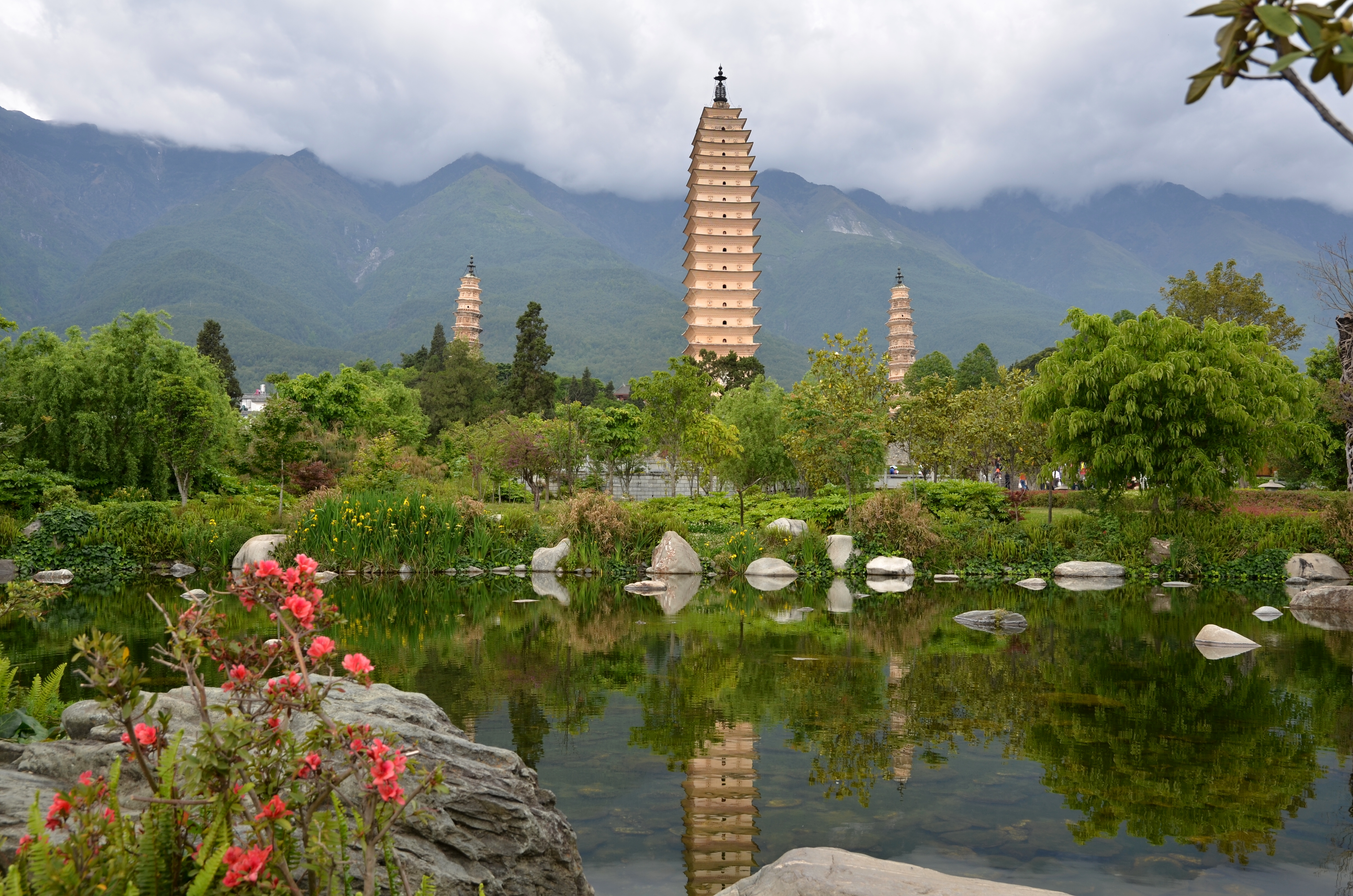
A Három pagoda
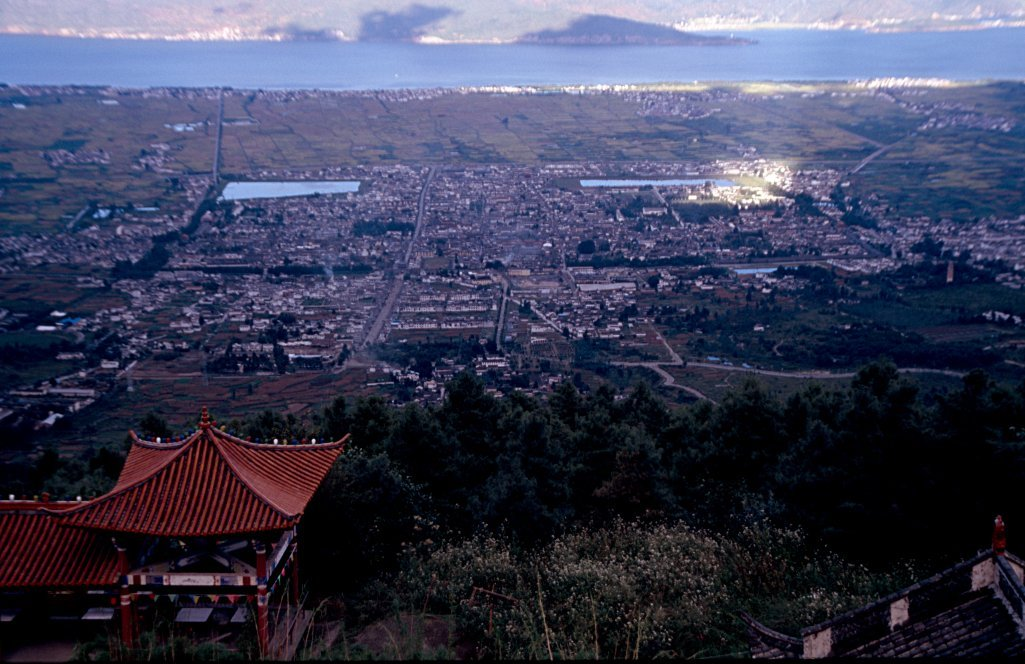
Dali látképe a tőle nyugatra található Cang-hegyről
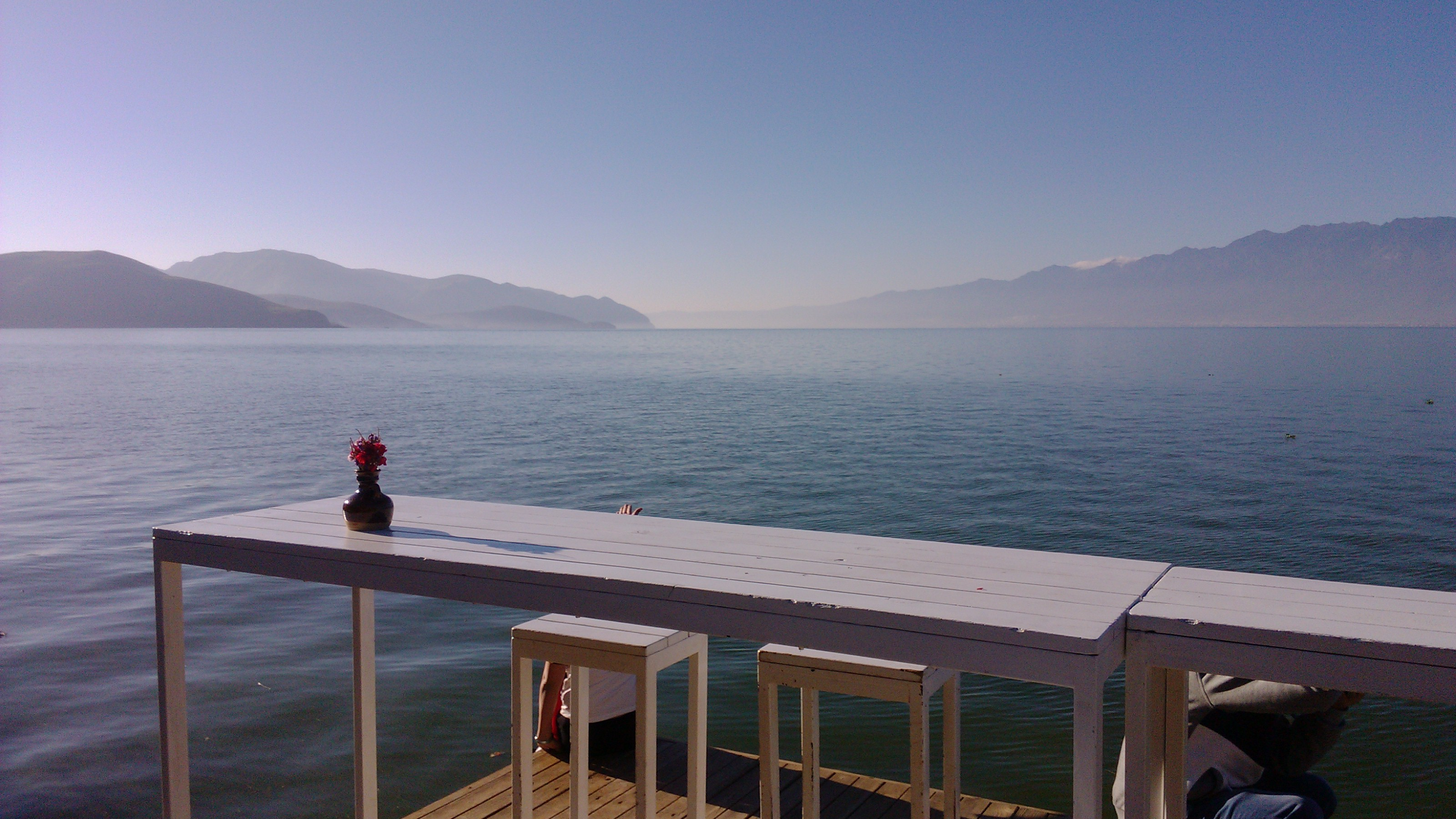
Az Erhaj-tó
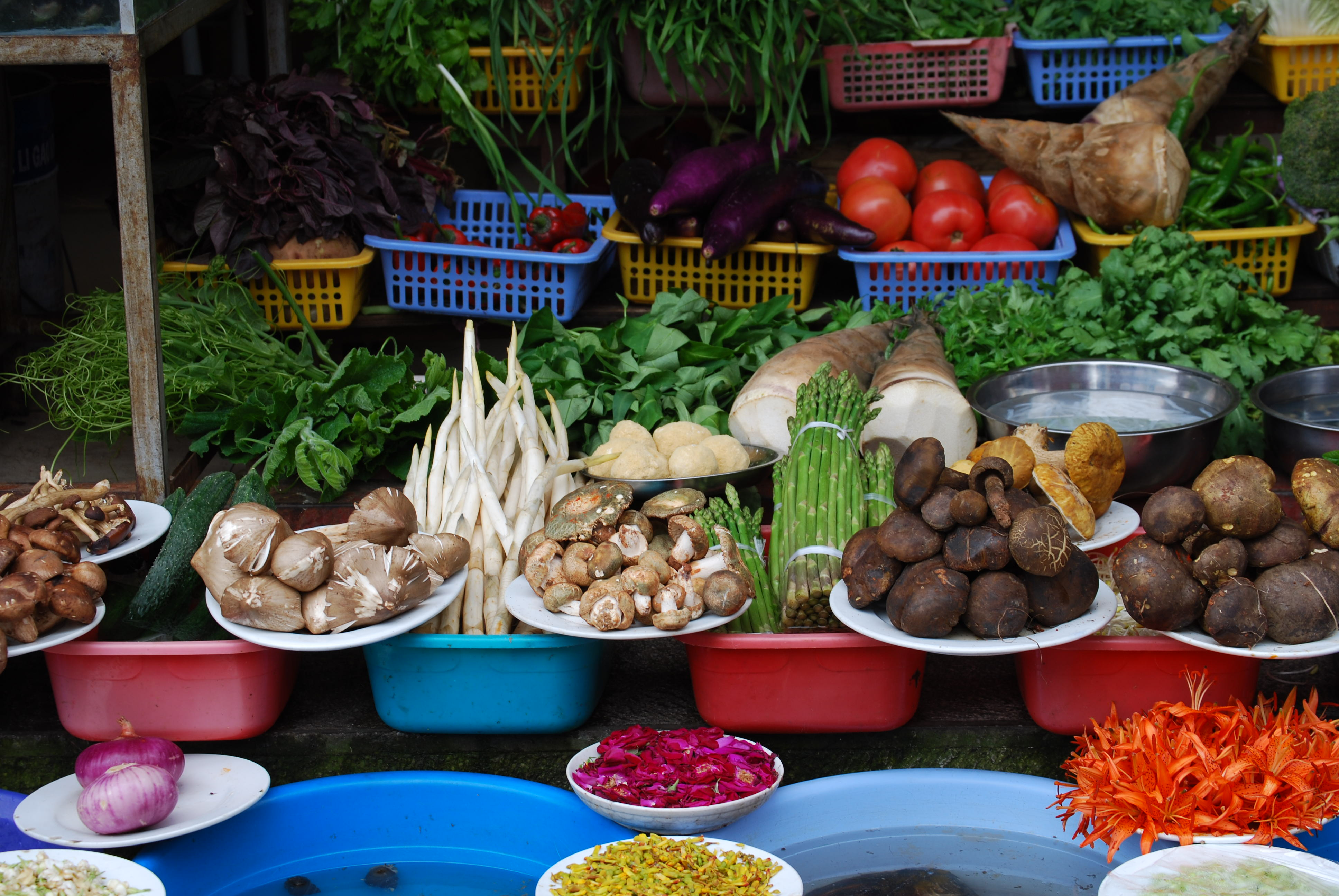
Zöldségbolt előtti tipikus kipakolás
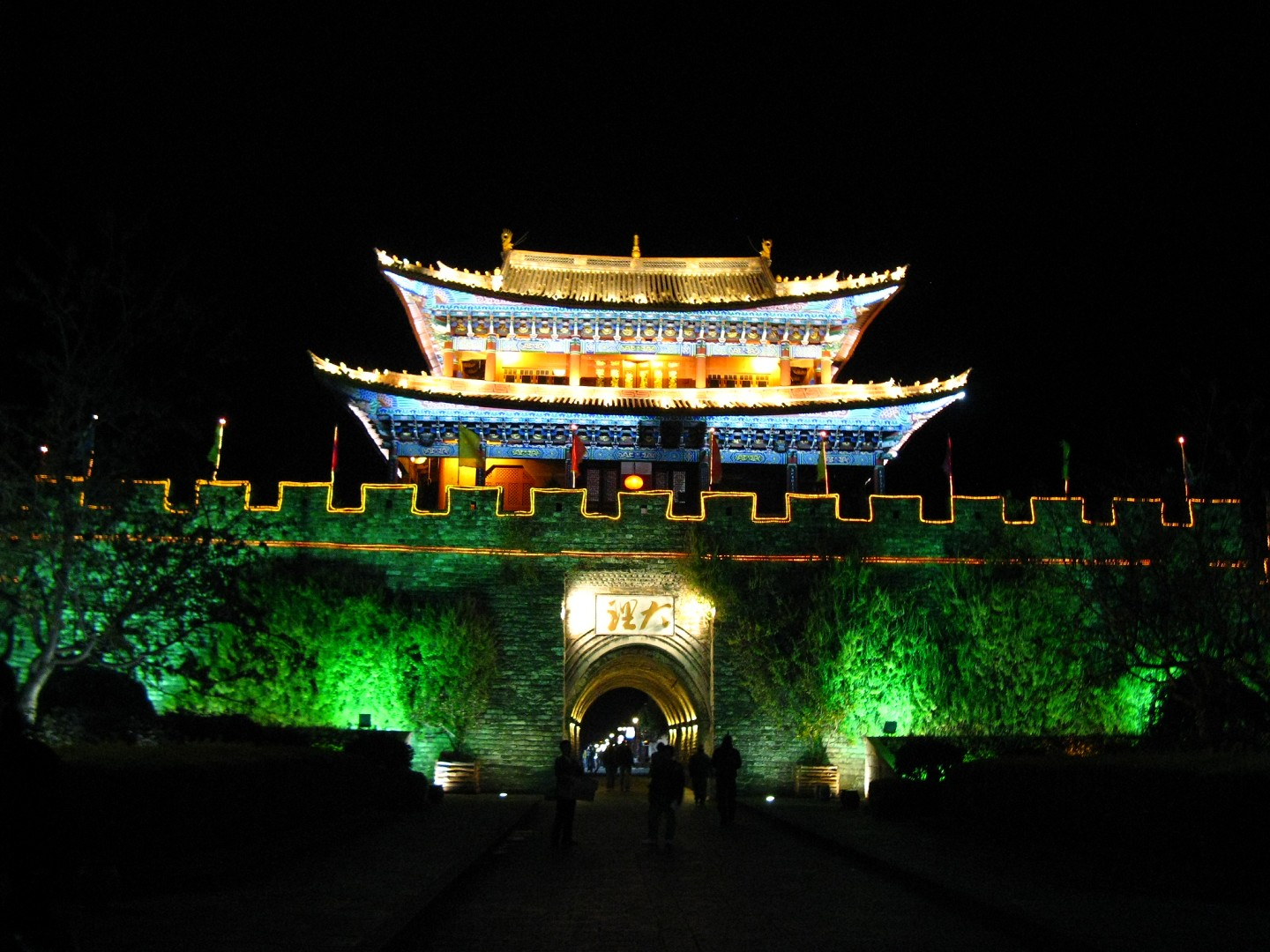
Tali óváros egyik kapuja éjszakai világításban
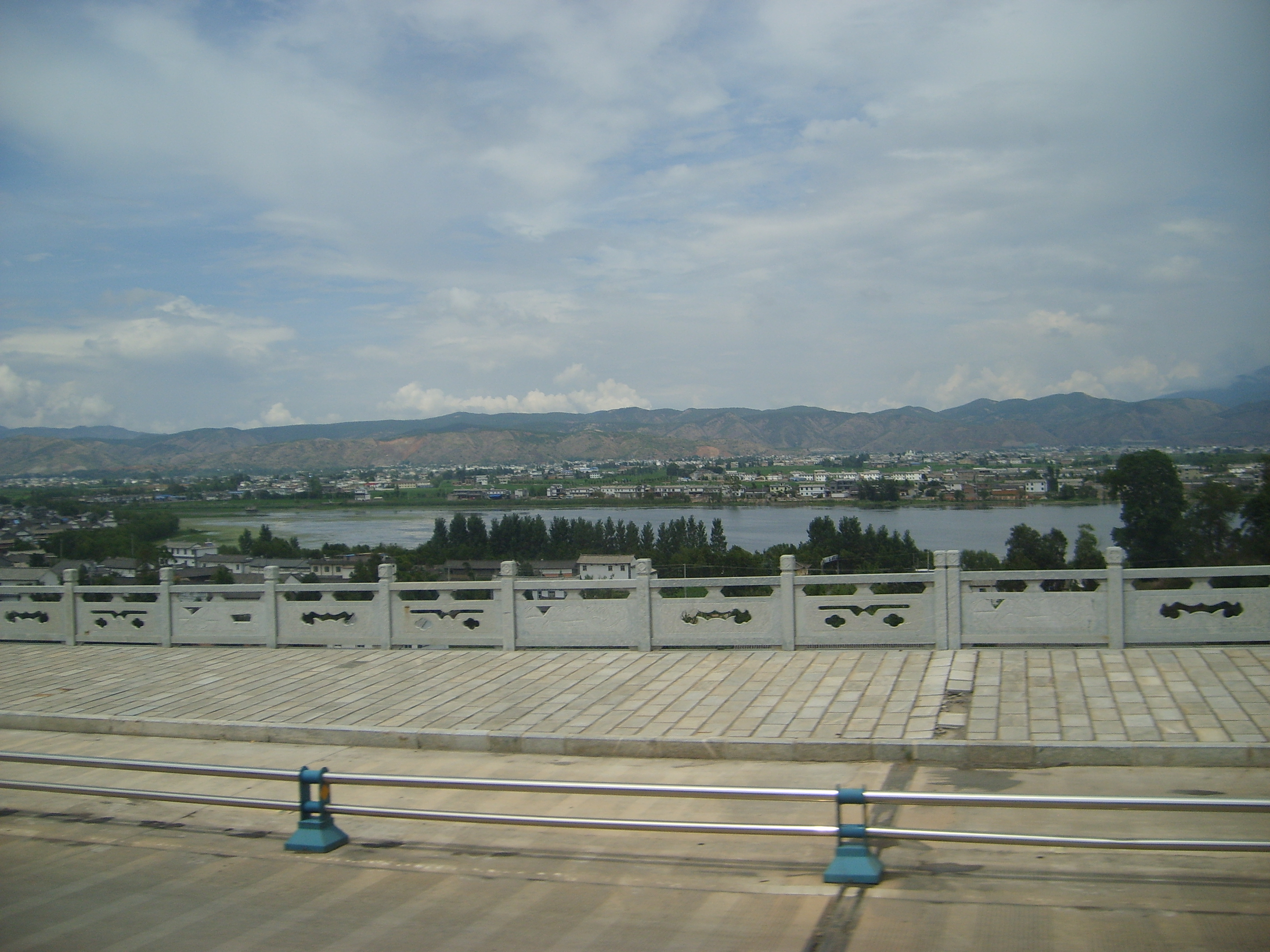
A Licsiangba vezető út felől nézve